# رونالد فوربس آدام
رونالد فوربس آدام (انگلیسی: Ronald Forbes Adam; ۳۰ اکتبر ۱۸۸۵ – ۲۶ دسامبر ۱۹۸۲) فرد نظامی اهل بریتانیا بود. وی همچنین برندهٔ جوایزی همچون لژیون افتخار شده‌است.